# Державна опера (Русе)
Державна опера в Русе (Русенската опера) заснована 1949 року, першою виставою театру стала «Травіата» Дж. Верді. З 1999 оперний театр знаходиться у веденні державної інституції «Оперно-філармонічне товариство Русе» (болг. «Оперно-филхармонично дружество — Русе»). Репертуар театру налічує майже 200 опер та балетів, зокрема болгарських композиторів — Парашкева Хаджиєва, Сімеона Піронкова, Димітра Сагаєва та інших.